# Buckfast
Buckfast – osada w Anglii, w Devon. Leży 1,3 km od miasta Buckfastleigh, 29 km od miasta Plymouth, 31,1 km od miasta Exeter i 282,8 km od Londynu. Buckfast jest wspomniane w Domesday Book (1086) jako Bucfestra/Bulfestra.
Znajduje się tutaj opactwo benedyktyńskie Buckfast Abbey.